# 일본 여자 프로 야구
일본 여자 프로 야구(영어: Japan Women's Baseball League; JWBL)는 일본여자야구협회(WBAG) 산하의 일본 내의 여자 프로 야구 리그를 가리킨다. 2012년까지 영문명으로 Girl's Professional Baseball League(영어: GPBL)이라고 했으나 현재는 변경되었다.

## 같이 보기
- 일본여자야구협회